# Liste des hôpitaux en république du Congo
La république du Congo, dispose d’un réseau hospitalier public et privé réparti sur l’ensemble du territoire, qui assure la prise en charge médicale de la population. Cette liste présente un panorama des principaux hôpitaux du pays, leur évolution, leurs équipements, ainsi que leur rôle dans la société.

## Historique
L’organisation hospitalière en république du Congo s’est développée progressivement depuis la période coloniale, avec la création des premiers hôpitaux à Brazzaville et Pointe-Noire. Après l’indépendance, le système de santé s’est étendu à l’intérieur du pays, avec la création d’hôpitaux de base dans chaque département. Les réformes successives ont visé à améliorer l’accès aux soins, la formation du personnel médical et l’équipement des structures hospitalières.

## Données générales
Les principaux hôpitaux du pays sont concentrés dans les grandes villes :
Brazzaville : centre hospitalier universitaire de Brazzaville (CHU-B), hôpital central des Armées Pierre Mobengo, hôpital de base de Bacongo, hôpital général de Djiri, hôpital de Talangaï, ainsi que de nombreuses cliniques privées.
Pointe-Noire : hôpital général Adolphe Sicé, hôpital de Loandjili, hôpital de base de Tié-Tié, cliniques privées.
Autres villes : hôpitaux de base à Dolisie, Owando, Oyo, Ouesso, Impfondo, Sibiti, Madingou, etc.
Les hôpitaux publics sont sous la tutelle du ministère de la Santé et de la Population. Le secteur privé et confessionnel complète l’offre de soins, notamment dans les grandes agglomérations.

## Imagerie médicale
Les hôpitaux de référence, notamment à Brazzaville et Pointe-Noire, disposent de services d’imagerie médicale : radiologie conventionnelle, échographie, scanner, parfois IRM. Cependant, l’accès à ces équipements reste limité dans les hôpitaux de base et les zones rurales, où le manque de matériel et de maintenance constitue un frein à la prise en charge diagnostique avancée,.

## Gestion des nouveau-nés
La prise en charge des nouveau-nés dans les principaux hôpitaux publics, est une priorité avec des services de maternité et de néonatologie. Des programmes nationaux, en partenariat avec des organismes internationaux, visent à améliorer la survie néonatale comme les consultations prénatales, accouchements assistés, soins du nouveau-né, vaccination et suivi postnatal. Cependant, les ressources humaines et matérielles restent parfois insuffisantes, en particulier dans les structures périphériques.

## Conditions de travail
Le personnel hospitalier fait face à des conditions de travail difficiles : surcharge de travail, manque de matériel, salaires parfois irréguliers, et exposition à des risques sanitaires. Les hôpitaux de l’intérieur du pays souffrent particulièrement du manque de personnel qualifié et d’équipements, ce qui limite la qualité des soins prodigués.

## Dans la société
Les hôpitaux jouent un rôle central dans la société congolaise. Ils sont à la fois des lieux de soins, de formation pour les professionnels de santé, et des centres d’accueil en cas d’épidémie ou de catastrophe. Les grandes structures hospitalières sont souvent perçues comme des symboles de progrès social, mais aussi comme des témoins des défis persistants en matière de santé publique,.